# GSC2320-605
GSC2320-605 — хімічно пекулярна зоря спектрального класу F3, що має видиму зоряну величину в смузі V приблизно 10,2.